# Тарт Татен

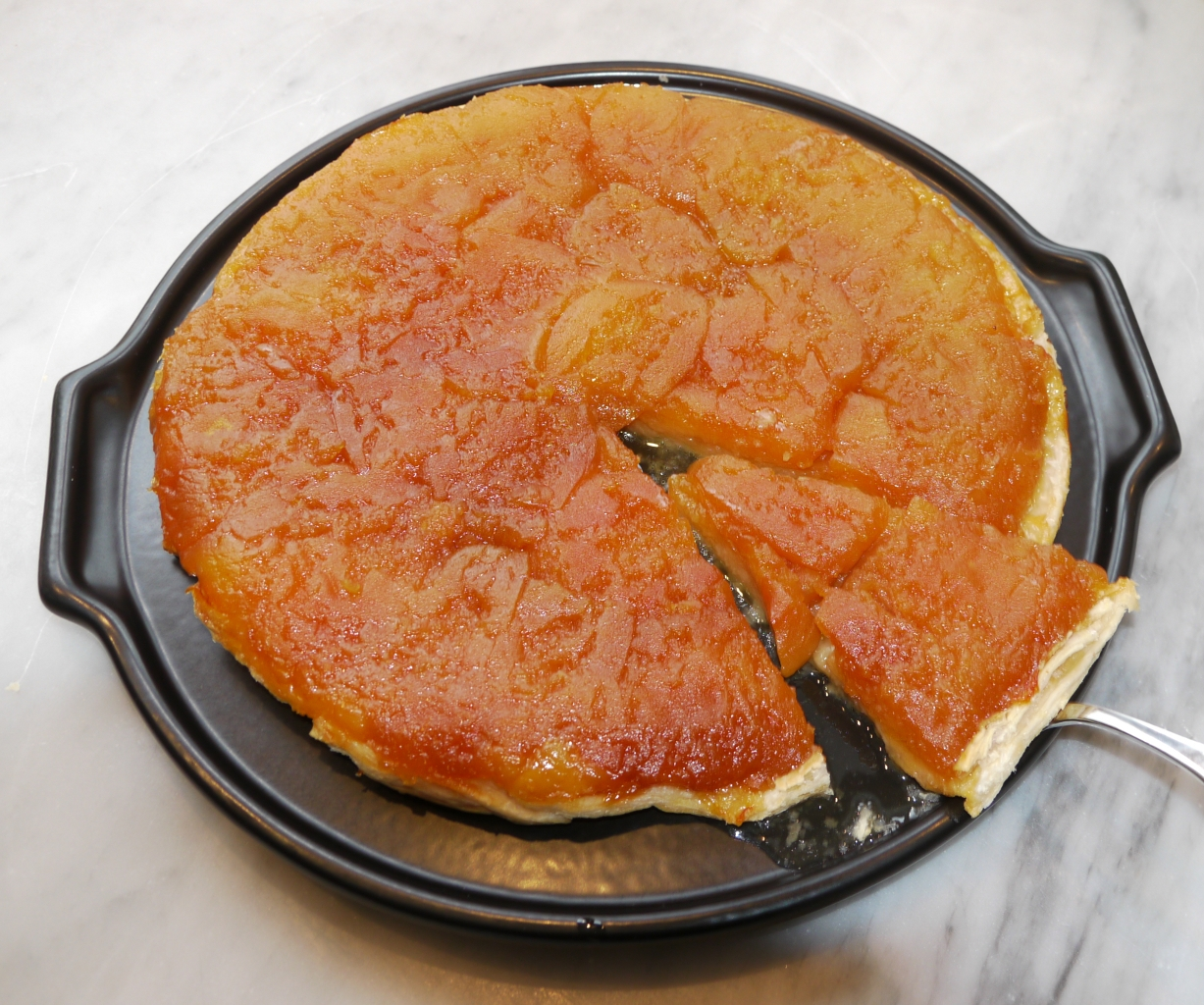
Тарт Татен з яблуками

Тарт Татен — французький перевернутий пиріг з фруктами (зазвичай яблуками), які необхідно карамелізувати у вершковому маслі і цукрові до того як пекти пиріг.

## Історія
Дослідження показують, що тарт Татен вперше приготований, причому випадково, в готелі Татен у Ламотт-Беврон, Франція, приблизно в 100 милях (160 км) на південь від Парижа, у 1880 році. Готелем управляли дві сестри, Стефані і Кароліна Татен. Існують суперечливі історії про походження тарта, але найбільш поширеною версією є така: одного дня Стефані Татен через приготування великої кількості страв була дуже втомлена. Вона почала робити традиційний яблучний пиріг, але залишила яблука в маслі і цукрі занадто надовго. Коли жінка почула горілий запах, то намагалася врятувати десерт, вона поклала тісто зверху на яблука і поставила сковорідку в духовку. Після того як пиріг спікся вона знову перевернула його фруктами догори і невдовзі була дуже здивована, наскільки гості готелю високо оцінили десерт. В альтернативній версії походження Тарта, Стефані спекла карамелізований яблучний пиріг, перевернувши його помилково.
Тарт став фірмовою стравою Готелю Татен.

## Інгредієнти

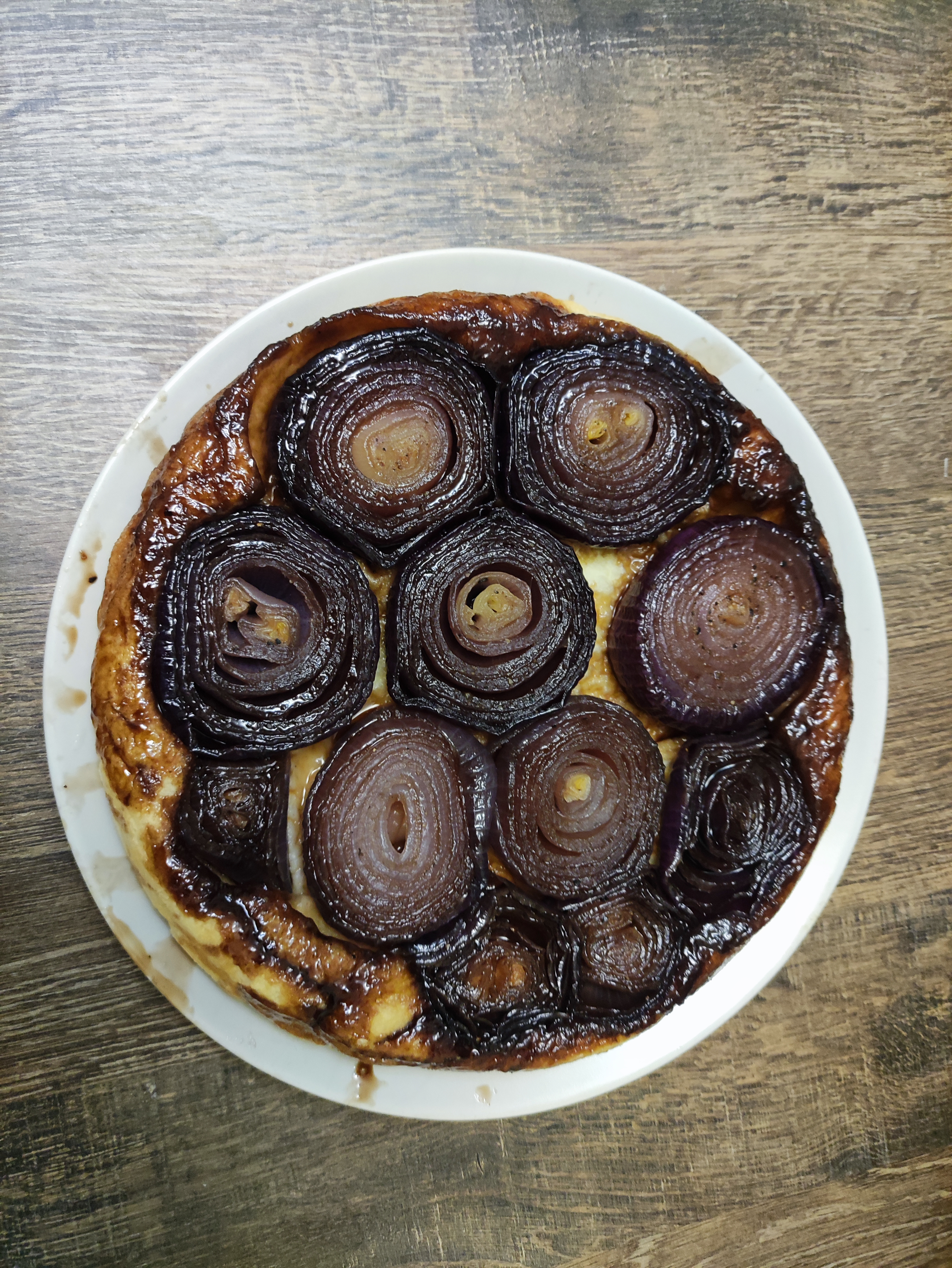
Тарт Татен цибуляний

Спочатку тарт Татен готувався з двох місцевих сортів яблук: Reine Des Reinettes (король Піппінс) і Calville. З часом їх витіснили інші сорти, такі як: Ґолден делішес, Ґренні Сміт і Гала. Вибираючи яблука для Тарт Татен, важливо обирати такі, що зберігають свою форму під час приготування і не розчиняються в яблучному соусі.
Тарт Татен також можна готувати з груш, персиків, ананасів, помідорів, інших фруктів або овочів, таких як цибуля.